# دالایی لاما
دالایی لاما (به انگلیسی: Dalai Lama) (به تبتی: ཏ་ཱལའི་བླ་མ་) لقبی است که به رهبر دینی بوداییان تبت داده می‌شود. در حال حاضر این لقب به تنزین گیاتسو اعطا شده‌است، در سال ۱۹۳۵ متولد شد
دالایی لاما یک لامای والا در گلوگ یا شاخه «کلاه زرد» از بودیسم تبتی می‌باشد. این نام ترکیبی است از واژه چین و مغولستان (دالای) به معنی «اقیانوس» و کلمه تبتی بلا – ما (با «ب» بی صدا) به معنی «کشیش ارشد» می‌باشد.
در خلال سدهٔ ۱۷ تا سال ۱۹۵۹، دالایی لاما رئیس حکومت تبت بود و از اقامت‌گاه خود در قصر پوتالا که در شهر لهاسا قرار داشت، بر بخش بزرگی از این سرزمین فرمان‌روایی می‌کرد. برای دالایی لاما اغلب پیش از این لقب، عنوان «حضرت مقدس» به‌کار می‌رود.
پیروان دالایی لاما بر این باورند که بیدارگر (بوداسف) مهرورزی که اولوکیتشوارا نام دارد مانند همه زندگان باززایی دارد و دالایی لاما همان بیدارگر مهرورزی در جسمی جدید است.
واژهٔ دالایی در زبان مغولی به معنی «اقیانوس» است و لاما (بلا ما) معادل تبتی واژهٔ «پیر» در معنی مرشد است.
اغلب اینطور در نظر گرفته می‌شود که دالایی لاما رهبر مکتب گلاگ است اما این موقعیت رسماً به گاندن تریپا که یک موقعیت موقت منصوب شده توسط دالایی لاما است تعلق دارد، کسی که در عمل نفوذ زیادی اعمال می‌کند. خط دالای لاماها به عنوان اصل و نسب معلمان روحانی آغاز شد، پنجمین دالایی لاما قدرت سیاسی تبت را به عهده گرفته بود.
برای دوره‌های خاصی بین قرن هفدهم و سال ۱۹۵۹، دالای لاماها گاهی دولت تبت را هدایت کردند، که بخش‌هایی از تبت از لهاسا (پایتخت تبت) اداره شدند. چهاردهمین دالایی لاما رئیس دولت دستگاه حکومت تبت مرکزی (دولت تبت در تبعید) تا زمان بازنشستگی‌اش در تاریخ ۱۴ مارس ۲۰۱۱ باقی ماند.

## دالایی لاما در رسانه‌ها

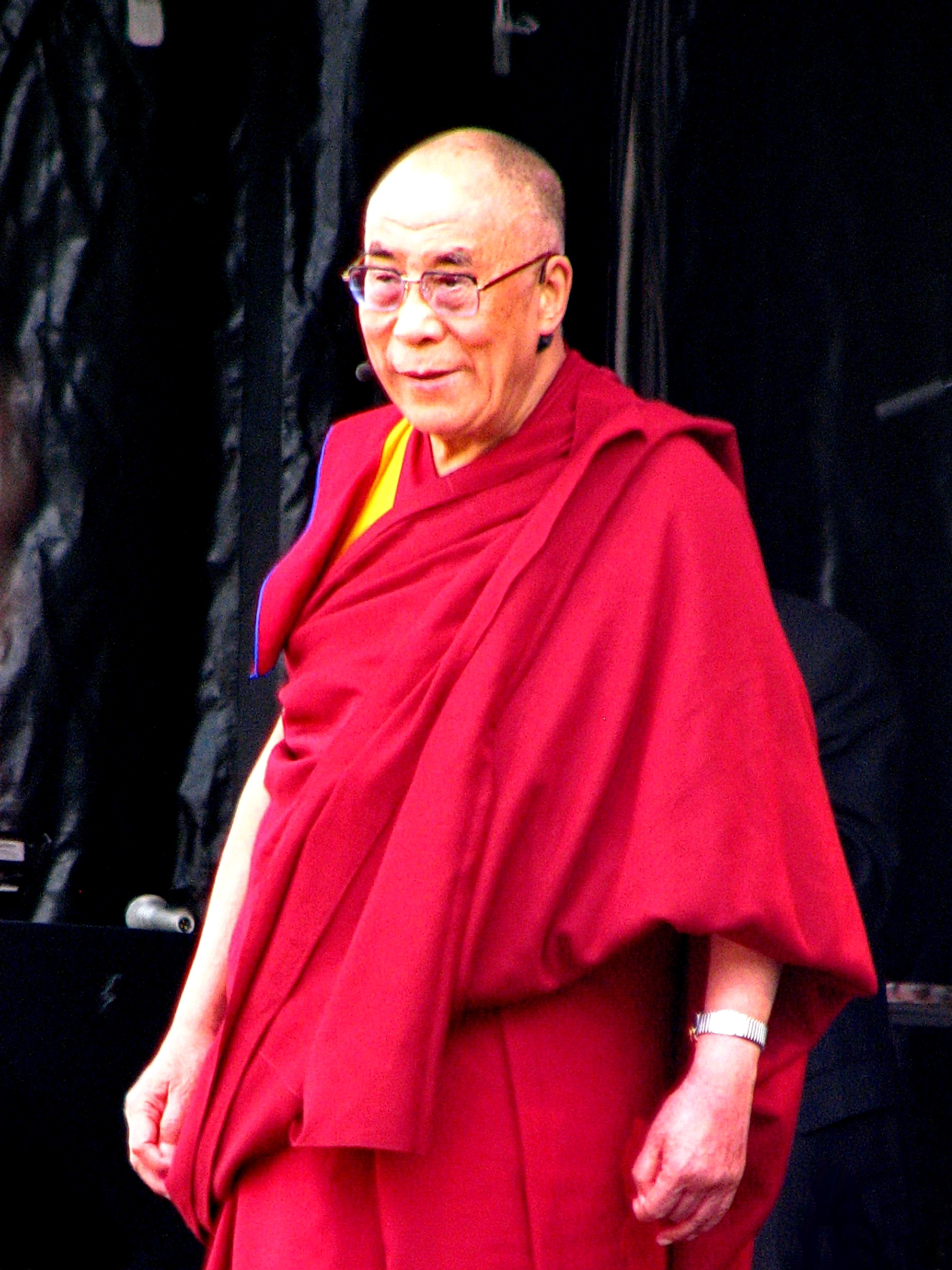
دالایی لاما

- هفته‌نامه تایم در شماره ۲ مه ۲۰۰۸، پنجمین فهرست سالانه «بانفوذترین زنان و مردان جهان» را منتشر کرد. در این رده‌بندی، دالایی لاما در مقام اول در ردهٔ «بانفوذترین رهبران کشورها و انقلابیون» جای داشت.[۱]
- او خاطر نشان کرد که بنیاد دالایی لاما ممکن است در آینده از بین برود، و همچنین دالایی لاما بعدی ممکن است خارج از تبت برپا شود و ممکن است زن باشد.[۲]

دولت چین بسیار سریع این موضوع را رد کرد و ادعا کرد که فقط خودش قدرت دارد تا دالایی لاما ی بعدی را انتخاب کند.

## استفاده اصلی از نام دالایی لاما
در سال ۱۵۷۸ حاکم مغول آلتان خان عنوان دالایی لاما را به سونام گیاتسو اعطا کرد. این عنوان بعدها به صورت عطف بماسبق برای دو ج در خط تناسخ او یعنی گندان دراپ و گندان گیاتسو بکار برده شد. گندان گیاتسو، همچنین جد سونام گیاتسو به عنوان راهب بزرگ از صومعه درپانگ بود.
گر چه چهاردهمین دالایی لاما تصریح می‌کند که آلتان خان قصد نداشت این عنوان را بدین شکل اعطا کند و او فقط قصد داشت نام "سونام گیاتسو " را به مغولی ترجمه کند… بسیاری از نویسندگان، دالایی لاما را به عنوان "اقیانوس عقل" اشتباه ترجمه کرده‌اند.
عنوان کامل مغولی، واجرادهارای شگفت‌انگیز، اقیانوس ارزشمند باشکوه"که توسط آلتان خان داده شده‌است، در اصل ترجمه کلمات تبتی سونام گیاتسو (سونام یعنی شایستگی) می‌باشد.
چهاردهمین دالایی لاما توضیح داد
بسیاری از نام‌های هر یک از دالایی لاماها از دومین دالایی لاما به بعد کلمه گیاتسو در آن داشت که به معنی «اقیانوس» در تبت است. حتی در حال حاضر من تنزین گیاتسو هستم، پس اولین نام در حال تغییر است اما قسمت دوم [کلمه اقیانوس] بخشی از نام هر دالایی لاما شد. همه دالایی لاماها، از دومین، این نام را داشته‌اند؛ بنابراین من واقعاً موافق نیستم که مغول‌ها در واقع یک عنوان اعطا کردند. این فقط یک ترجمه بود.
هر چیزی که احتمالاً قصد اصلی بوده‌است، دالای مغولی که هیچ معنایی در زبان تبتی ندارد، به‌طور عام به صورت یک عنوان درآمد.
نام یا عنوان دالایی لاما در مغولی نیز ممکن است در اصل مشتق شده باشد از عنوانی که توسط تموچین یا چنگیز خان - زمانی که او امپراتور مغولستان متحده در طول ۱۲۰۶ اعلام شد- گرفته شده باشد. تموچین نام سینگیس کواقان یا «بالاترین اقیانوس» را گرفت که نسخه انگلیسی شده چنگیز خان است.
تبتی‌ها دالایی لاما را به عنوان گیالوا رینپوچ (فاتح با ارزش)، کاندان حضور، ییشین نوربا آرزوی برآورده شدن یک چیز عالی توجه قرار می‌دهند.
سونام گیاتسو راهب بزرگ صومعه درپانگ بود، که به‌طور گسترده‌ای به عنوان یکی از شایسته‌ترین لاماها در زمان خود در نظر گرفته شد بود. اگر چه سونام گیاتسو به اولین لاما به داشتن عنوان "دالایی لاماً همان‌طور که در بالا توضیح داده شد تبدیل شد، از آنجایی که او سومین عضو اصل و نسب خود بود، به عنوان "سومین دالایی لاماً شناخته شد. دو عنوان قبلی پس از مرگ تجسدهای مفروض قبلی او اعطا شدند.
یونتن گیاتسو (۱۵۸۹–۱۶۱۶)، چهارمین دالایی لاما، و غیر تبتی، نوه آلتان خان بود.
سنت تولکای دالایی لاما تکامل یافته و منصوب شده‌است به عنوان یک نهاد: نهاد دالایی لاما، در طول قرن‌ها به یک مرکز تمرکز هویت فرهنگی تبت " تبدیل شده‌است؛ تجسم نمادین شخصیت ملی تبت.
امروز، دالایی لاما و دفتر دالایی لاما به نقاط اصلی در مبارزه آن‌ها به سوی استقلال و به‌شکل اضطراری تر از آن، بقای فرهنگی تبدیل شده‌اند. دالایی لاما به عنوان تجسم اصلی چنرزیگ (که در هند از آن به عنوان آوالوکیتشوارا یاد می‌شود)، بودی ساتوای همد درد و الوهیت حامی تبت در نظر گرفته شده‌است. در این نقش، دالایی لاما استفاده از صلح و شفقت را در رفتار مردم و مخالفان خود انتخاب کرده‌است. در این معنا دالایی لاما تجسم آرمان ارزش‌های تبت و سنگ بنای هویت و فرهنگ تبت است.
ورهاگن به آن سوی نفوذ تشکیلات مذهبی اشاره می‌کند که نهاد دالایی لاما از لحاظ تاریخی در مناطقی مانند غرب چین، مغولستان، لاداخ علاوه بر دیگر پادشاهان هیمالیا داشته‌است:
دالایی لاماها همچنین به عنوان راهنمای اصلی معنوی برای بسیاری از پادشاهان هیمالیای مرز تبت، و همچنین غرب چین، مغولستان و لاداخ عمل کرده‌اند. آثار ادبی دالایی لاماها در طول قرن‌ها الهام بخش بیش از پنجاه میلیون نفر در این مناطق بوده‌است. آن نوشته‌ها، که منعکس‌کننده پیوند فلسفه بودایی متجسم در بودیسم تبتی است به یکی از گنجینه‌های بزرگ تفکر معنوی جهانی تبدیل شده‌است.
دالایی لاما فعلی اغلب به وسیلهٔ اهالی کشورهای غربی (با تشبیهی با پاپ) «حضرت» نامیده می‌شود، اگر چه این به یک عنوان تبتی ترجمه نمی‌شود.
قبل از قرن بیستم، منابع اروپایی اغلب به دالایی لاما به عنوان «لامای بزرگ» اشاره کردند. به عنوان مثال، در سال ۱۷۸۵ بنجامین فرانکلین بیچه، با نامیدن جورج واشینگتن به عنوان «لامای بزرگ این کشور» او را مسخره کرد. برخی در غرب معتقدند که دالایی لاما به وسیلهٔ تبتی‌ها به عنوان الوهیت عبادت می‌شود.

## نگارخانه

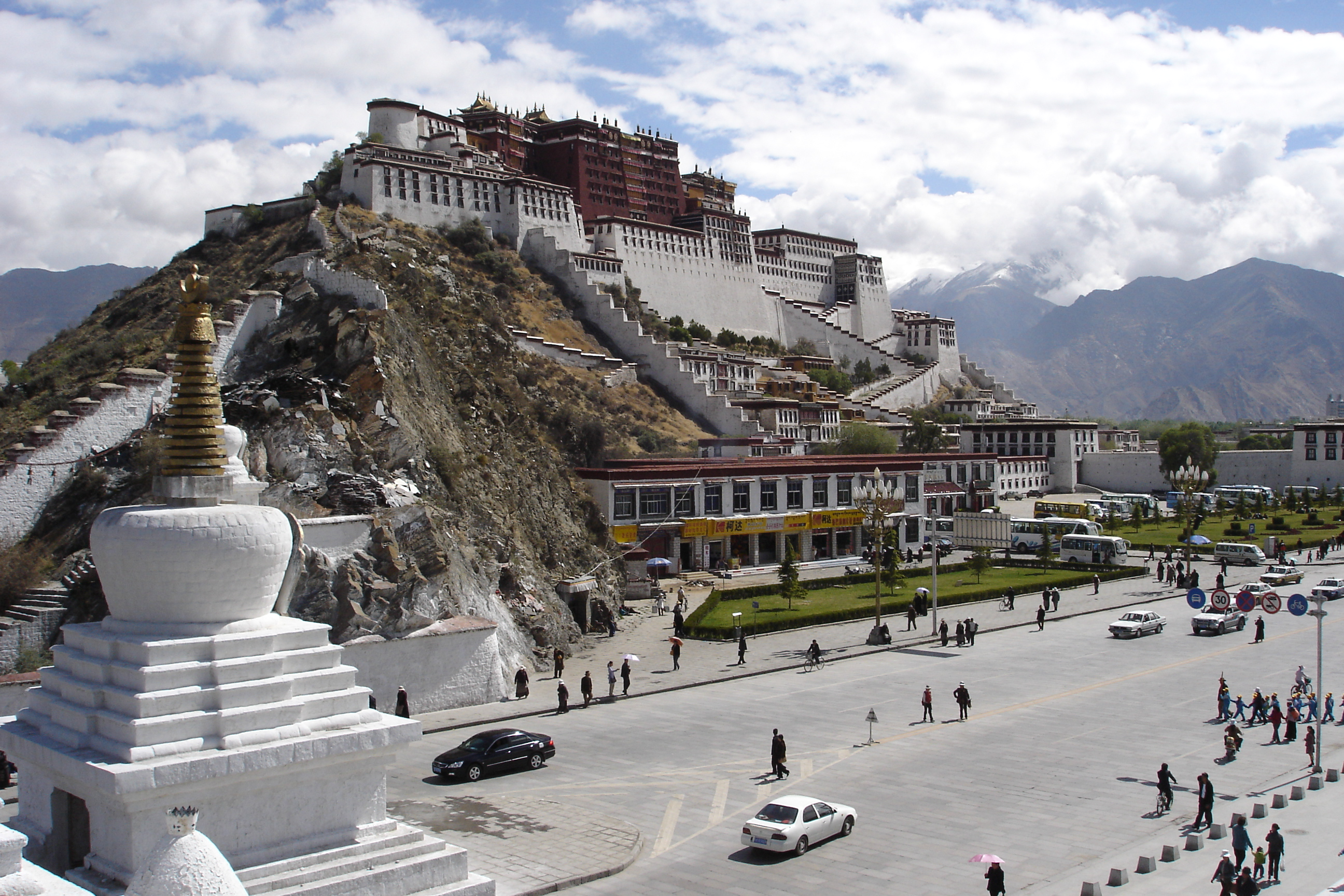
قصر پوتالا
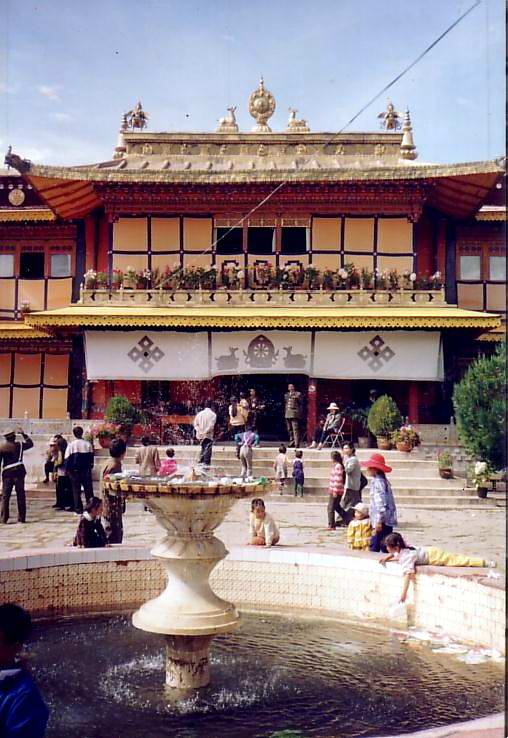
Norbulingka